# ارژبت کوچیش
ارژبت کوچیش (مجاری: Kocsis Erzsébet؛ زادهٔ ۱۱ مارس ۱۹۶۵) بازیکن هندبال اهل مجارستان است.